# 2,2-Dimetylobutan
2,2-Dimetylobutan, neoheksan – organiczny związek chemiczny z grupy alkanów. Jeden z izomerów heksanu.